# Virsliga 2002
La Virsliga 2002 fue la duodécima edición del torneo de fútbol más importante de Letonia tras su independencia de la Unión Soviética y que contó con la participación de ocho equipos.
El Skonto FC fue el campeón por duodécimo año consecutivo.

## Clasificación
| Pos. | Equipo             | Pts. | PJ | G  | E | P  | GF | GC | Dif. | Clasificación o descenso                      |
| ---- | ------------------ | ---- | -- | -- | - | -- | -- | -- | ---- | --------------------------------------------- |
| 1    | Skonto (C)         | 73   | 28 | 23 | 4 | 1  | 95 | 19 | +76  | Primera Ronda Clasificatoria Champions League |
| 2    | Ventspils          | 71   | 28 | 22 | 5 | 1  | 77 | 20 | +57  | Ronda Clasificatoria UEFA Cup                 |
| 3    | Liepājas Metalurgs | 51   | 28 | 15 | 6 | 7  | 56 | 31 | +25  | Ronda Clasificatoria UEFA Cup                 |
| 4    | Dinaburg           | 40   | 28 | 12 | 4 | 12 | 37 | 35 | +2   | Primera Ronda Intertoto Cup                   |
| 5    | Valmiera           | 24   | 28 | 6  | 6 | 16 | 26 | 54 | −28  |                                               |
| 6    | PFK Daugava (D)    | 23   | 28 | 6  | 5 | 17 | 29 | 60 | −31  | Disuelto al terminar la temporada             |
| 7    | Rīga               | 20   | 28 | 6  | 2 | 20 | 24 | 75 | −51  |                                               |
| 8    | Auda/Alberts Rīga  | 17   | 28 | 5  | 2 | 21 | 23 | 73 | −50  |                                               |

 Fuente: 

## Resultados
| Local \ Visitante  | AUD | DIN | MET | PFK | RĪG | VAL | SKO | VEN |
| ------------------ | --- | --- | --- | --- | --- | --- | --- | --- |
| Auda/Alberts Rīga  |     | 2–1 | 0–4 | 3–0 | 0–1 | 1–1 | 1–3 | 1–3 |
| Dinaburg           | 1–0 |     | 0–1 | 1–0 | 2–0 | 2–0 | 1–1 | 1–2 |
| Liepājas Metalurgs | 1–0 | 0–1 |     | 1–0 | 4–2 | 3–0 | 2–2 | 0–4 |
| PFK Daugava        | 0–0 | 2–3 | 0–4 |     | 0–1 | 2–0 | 0–5 | 1–2 |
| Rīga               | 0–2 | 0–5 | 0–3 | 0–1 |     | 1–1 | 0–3 | 0–4 |
| Valmiera           | 2–0 | 1–2 | 2–2 | 0–0 | 4–1 |     | 0–4 | 0–1 |
| Skonto             | 6–0 | 2–1 | 3–0 | 5–1 | 2–0 | 3–0 |     | 2–0 |
| Ventspils          | 3–1 | 2–0 | 1–0 | 2–0 | 6–1 | 3–1 | 3–2 |     |

| Local \ Visitante  | AUD | DIN | MET | PFK | RĪG | VAL | SKO | VEN |
| ------------------ | --- | --- | --- | --- | --- | --- | --- | --- |
| Auda/Alberts Rīga  |     | 1–0 | 0–4 | 1–3 | 1–2 | 3–1 | 0–3 | 0–3 |
| Dinaburg           | 4–2 |     | 3–1 | 2–0 | 0–1 | 0–0 | 0–4 | 1–1 |
| Liepājas Metalurgs | 6–0 | 3–1 |     | 4–4 | 5–1 | 0–0 | 0–1 | 1–1 |
| PFK Daugava        | 3–1 | 1–1 | 1–2 |     | 6–1 | 2–1 | 0–6 | 0–2 |
| Rīga               | 4–0 | 1–2 | 0–2 | 0–0 |     | 1–2 | 1–6 | 0–4 |
| Valmiera           | 3–1 | 1–0 | 0–1 | 3–2 | 0–3 |     | 2–6 | 1–3 |
| Skonto             | 7–2 | 3–1 | 3–1 | 4–0 | 2–0 | 4–0 |     | 1–1 |
| Ventspils          | 4–0 | 3–1 | 1–1 | 5–0 | 8–2 | 3–0 | 2–2 |     |

## Goleadores
| # | Nombre                 | Club                  | Goles |
| - | ---------------------- | --------------------- | ----- |
| 1 | Mihails Miholaps       | Skonto FC             | 23    |
| 2 | Aleksandr Katasonov    | FK Liepājas Metalurgs | 18    |
| 3 | Vīts Rimkus            | FK Ventspils          | 17    |
| 4 | Jurijs Molotkovs       | Dinaburg FC           | 16    |
| 5 | Yevgeniy Landyrev      | FK Ventspils          | 15    |
| 6 | Andrejs Butriks        | FK Ventspils          | 14    |
| 6 | Kristaps Grebis        | FK Liepājas Metalurgs | 14    |
| 8 | Viktors Dobrecovs      | FK Liepājas Metalurgs | 12    |
| 9 | Vladimirs Koļesņičenko | Skonto FC             | 11    |

## Premios
| Mejor | Nombre             | Club      |
| ----- | ------------------ | --------- |
| ARQ   | Andrejs Piedels    | Skonto FC |
| DEF   | Mihails Zemļinskis | Skonto FC |
| VOL   | Orestas Buitkus    | Skonto FC |
| DEL   | Māris Verpakovskis | Skonto FC |